# Raul I de Coucy

Brasão com as Armas da Casa de Coucy.

Raul I de Coucy (c. 1142 - novembro de 1191) foi senhor de Coucy, de Marle, de La Fère, de Crécy-sur-Serre, de Vervins, de Pinon, de Landouzy-la-Ville, e de Fontaine-lès-Vervins. 
Viajou para a Terra Santa, com seu tio, Roberto de Coucy (? - 1191), na Terceira Cruzada onde foi morto no cerco de Acre (a Ptolemais da antiguidade), em novembro de 1191, sendo Mosteiro de Foigny.
O bisavô de Raul I, Enguerrand I de Boves, conde de Amiens, o senhor da Boves, e de La Fère, em 1085 passou a ser possuidor do Castelo de Coucy de que se tornou Visconde. Deste castelo adotou o nome territorial que passou aos seus descendentes.
Deu o seu apoio em 1181 o rei Filipe II da França no confronto que este travou com o Conde Filipe da Alsácia (1150 — 1190). 

## Relações familiares
Foi filho de Enguerrand II de Coucy (c. 1110 - c. 1147) e de Inês de Beaugency (1152 - 1173). Casou-se por duas vezes.
O 1ª casamento, em 1164, foi com Inês de Hainaut, filha do conde Balduíno IV de Hainaut (1109 — 8 de Novembro de 1171), de quem teve:
1. Iolanda de Coucy (c. 1164 - 18 de março de 1222) casada com conde Roberto II de Dreux[5] (1154 - 28 de Dezembro de 1218).
2. Isabella de Coucy casada por duas vezes, a 1ª com o conde Raul I da Roucy  e a 2ª com o conde Henrique III de Grandpré.
3. Ada.

O 2º casamento foi com Alice de Dreux (? - 1217), filha do conde Roberto I de Dreux, de quem teve:
1. Enguerrand III de Coucy, "o Magno" (? - 1243), senhor de Coucy e Marle.
2. Tomás de Coucy (? - 1252 ou 1253), senhor de Vervins.
3. Roberto de Coucy (? - 1234), senhor de Pinon.
4. Raul de Coucy.
5. Inês de Coucy (? - 1214) casada com Gilles de Beaumetz.[6]